# Dario Resta

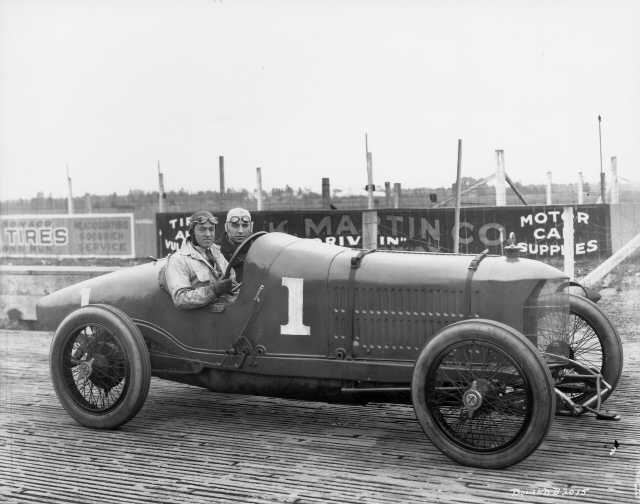
Resta en Tacoma (1919)

Dario Resta (19 de agosto de 1884 - 3 de septiembre de 1924), conocido con el sobrenombre de Dolly (por su aspecto siempre aseado), fue un piloto automovilístico italobritánico, ganador de las 500 Millas de Indianápolis en 1916. Murió en un accidente en Brooklands, mientras intentaba batir el récord mundial de velocidad en tierra.

## Primeros años
Dario Resta nació en Faenza, Italia, pero se crio en Inglaterra desde la edad de dos años. Comenzó a correr allí en 1907, cuando participó en la Copa Montagu, la primera carrera organizada en el nuevo circuito de carreras de Brooklands. Estableció un récord de 95,7 mph (154 kilómetros por hora) en una carrera de media milla unos años más tarde. El 2 de octubre de 1913, alternando con Jean Chassagne y Kenelm Lee Guinness en períodos de dos horas, Resta estableció una serie de récords mundiales de larga distancia con un coche Sunbeam Grand Prix equipado con una carrocería monoplaza. Después de competir en el Grand Prix en Europa, incluyendo el Gran Premio de Francia de 1913, comenzó a competir en los Estados Unidos.

## Trayectoria americana
A principios de 1915, Alphonse Kaufman, un importador estadounidense de la marca Peugeot, lo llevó a Estados Unidos para que pilotara el Peugeot EX3 del propio Kaufman. En febrero ganó el Gran Premio de los Estados Unidos disputado en San Francisco (California) (más propiamente denominado Grand Prix de los Estados Unidos), seguido de una victoria en la Copa Vanderbilt. Después de liderar durante las etapas finales de las 500 Millas de Indianápolis de ese año, terminó segundo tras Ralph DePalma, cuando su auto patinó y tuvo que hacer una parada para cambiar los neumáticos. Posteriormente, Resta llevó a su Peugeot azul a la victoria en la carrera inaugural de 500 mi (805 kilómetros) en el circuito de Chicago el 26 de junio de 1915. La carrera recibió dieciocho páginas de cobertura en la edición del 1 de julio de 1915 de la revista Motor Age.
Al año siguiente, en 1916, en su camino para adjudicarse el Campeonato de Monoplazas de Estados Unidos, Resta repitió como ganador de la Copa Vanderbilt, de las 500 Millas de Indianapolis, del Chicago 300, del Minneapolis 150 y del Omaha 150.
Con la Primera Guerra Mundial en Europa y los Estados Unidos entrando en la guerra en 1918, las carreras se redujeron al mínimo. Durante 1918, Resta condujo un Peugeot en una carrera en Sheepshead Bay, Brooklyn, en un evento menor con solo un puñado de competidores.

## Años de regreso
En 1923, Resta regresó a las carreras a la edad de 39 años, haciendo su primera aparición en Beverly Hills. Luego, hizo otro intento en Indianápolis, pero se vio obligado a abandonar la carrera después de 225 millas (362 km). Compitiendo nuevamente en Europa, Resta terminó tercero conduciendo un Tablo-Darracq en el III Gran Premio de Penya Rhin que se celebró en el circuito de Villafranca del Panedés (Barcelona) y ganó la clase voiturette en el Gran Premio de España. Condujo para Sunbeam en la temporada de 1924 con sus compañeros de equipo Henry Segrave y Kenelm Lee Guinness.

## Muerte
Dario Resta murió en Inglaterra el 3 de septiembre de 1924 a la edad de 42 años, cuando su automóvil se estrelló en Brooklands mientras intentaba lograr un nuevo récord de velocidad en tierra. Resta conducía un Sunbeam, cuando su cinturón de seguridad se rompió o se soltó en la segunda vuelta, perforando un neumático. Fuera de control, el coche se estrelló contra una verja de hierro en la recta del Ferrocarril, y se incendió.
Este accidente también causó que fuera hospitalizado su mecánico de a bordo, Bill Perkins, lo que le hizo perderse el Gran Premio de San Sebastián unas semanas después. Perkins era el mecánico habitual del piloto de Sunbeam Kenelm Lee Guinness, siendo sustituido por Tom Barrett. Guinness sufrió un grave accidente durante esta carrera, en el que Barrett perdió la vida. Este accidente llevó al final de la práctica de utilizar mecánicos de a bordo durante las carreras.

## Resultados en las 500 Millas de Indianápolis

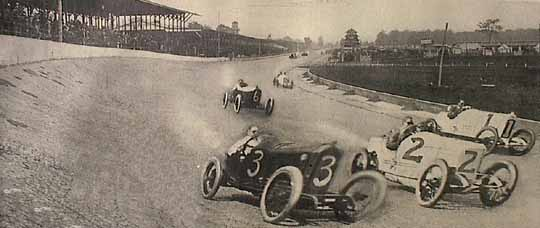
Resta (coche #3) en Indianápolis 1915

| Año     | Coche   | Salida  | Calif   | Posic   | Final   | Vueltas | Líder | Retirado           |
| ------- | ------- | ------- | ------- | ------- | ------- | ------- | ----- | ------------------ |
| 1915    | 3       | 3       | 98.470  | 3       | 2       | 200     | 37    | Corriendo          |
| 1916    | 17      | 4       | 94.400  | 4       | 1       | 120     | 103   | Corriendo          |
| 1923    | 4       | 3       | 98.020  | 8       | 14      | 88      | 0     | Avería diferencial |
| Totales | Totales | Totales | Totales | Totales | Totales | 408     | 140   |                    |

| Salidas      | 3 |
| Poles        | 0 |
| Primera Fila | 2 |
| Victorias    | 1 |
| Top 5        | 2 |
| Top 10       | 2 |
| Retirado     | 1 |

| Predecesor: Ralph DePalma | Ganador de las 500 Millas de Indianapolis 1916 | Sucesor: Howdy Wilcox |